# Gracilisentis variabilis
Gracilisentis variabilis är en hakmaskart som först beskrevs av Diesing 1856.  Gracilisentis variabilis ingår i släktet Gracilisentis och familjen Neoechinorhynchidae. Inga underarter finns listade i Catalogue of Life.